# Sahel
För andra betydelser, se Sahel (olika betydelser).

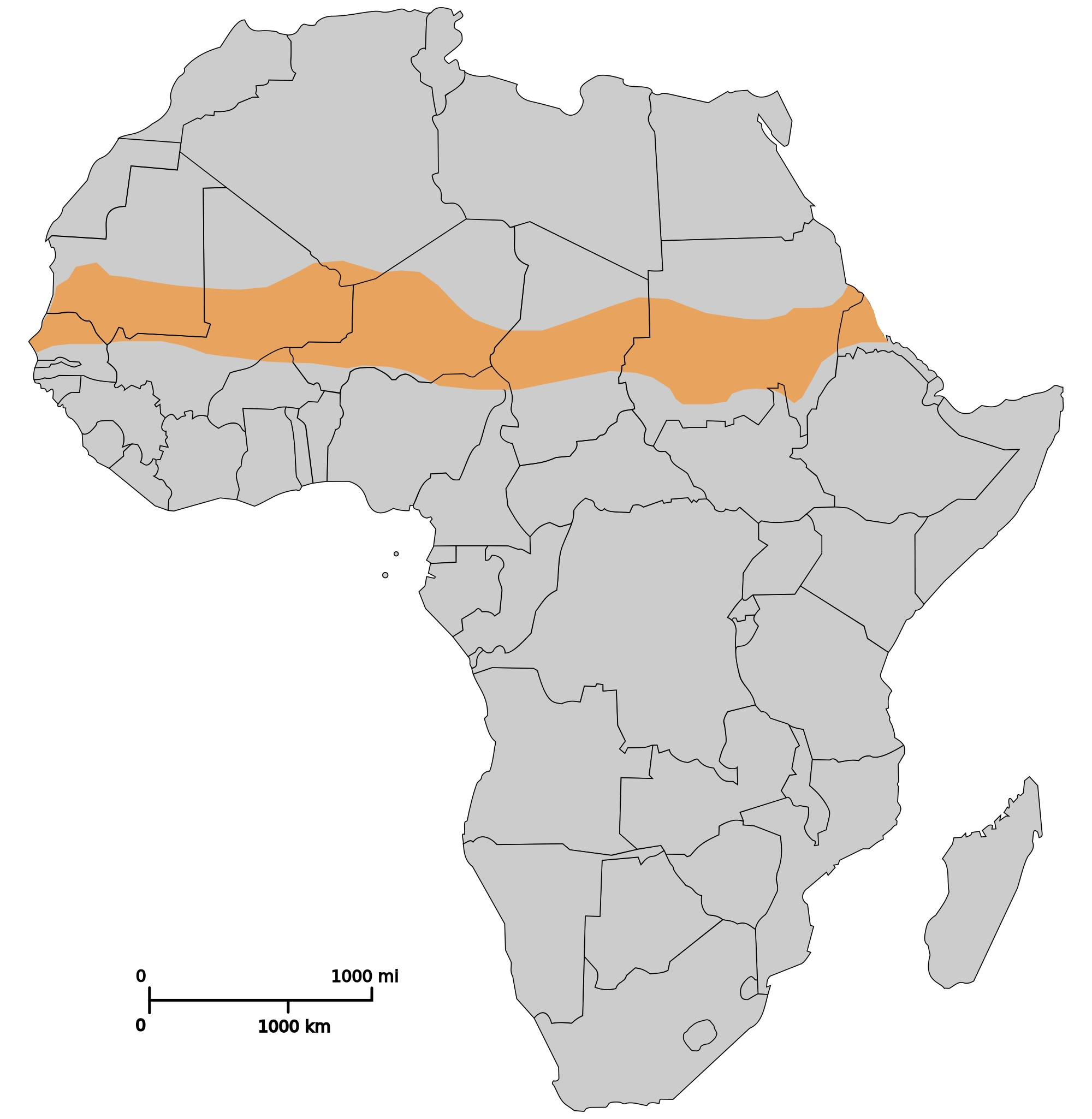
Ungefärlig utbredning av Sahelregionen

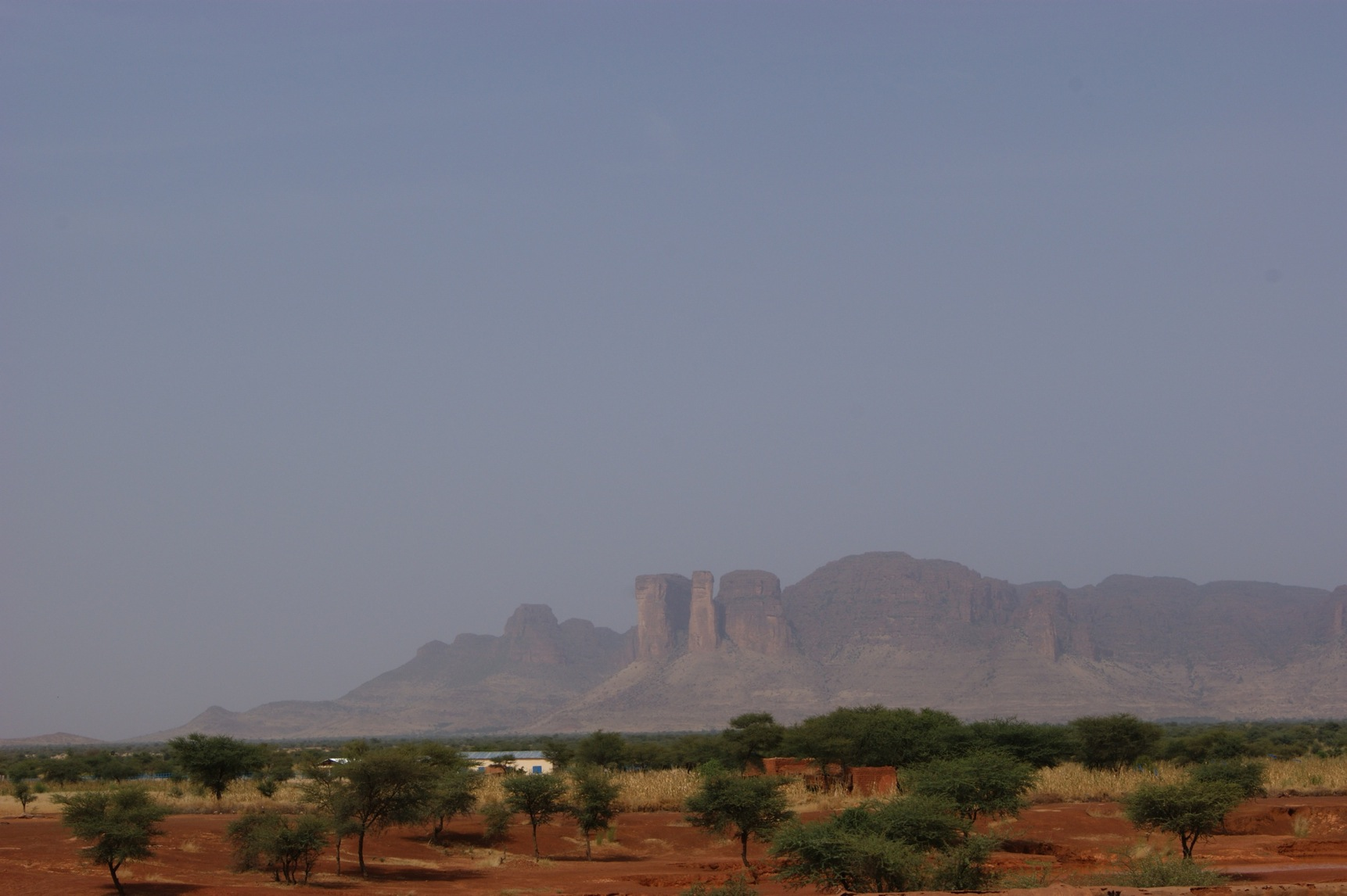
Sahel, träden man kan se är akacior.

Sahel (av arabiska: ساحل, sahil, "Saharas gräns") är en halvtorr gränszon i Afrika söder om Sahara och norr om de mer bördiga områdena söderut.
Sahel sträcker sig österut från Atlanten genom norra Senegal, södra Mauretanien, Mali, Burkina Faso, södra Niger, nordöstra Nigeria, Tchad och in i Sudan. Större delen av Sahelregionen består av savann. Mellan Atlanten i väster till Sudan i öster övergår Sahel från halvtorra grässlätter till buskig savann.
Genom Afrikas historia har i regionen flera högt utvecklade kungadömen kunnat blomstra genom transsaharahandeln. Dessa riken benämns ofta kollektivt Sahelrikena.
För omkring 12 500 år sedan utgjorde Sahel en del av Sahara och täcktes av sanddyner som formade dagens landskap. Nederbörden i Sahel faller främst under monsunperioden och varierar mellan 150 och 500 mm per år. Nederbörden varierar dessutom kraftigt från år till år i decennielånga cykler. Den främsta begränsande faktorn för jordbruk i Sahelregionen utgörs av tillgången på vatten och den obördiga marken som främst är sur (vilket resulterar i höga aluminiumhalter i floran) och har låga halter av kväve och fosfat. 
Nederbörden i Sahel beror påtagligt på orkanaktiviteten i Atlanten.
En torka som drabbade Sahel 1914, efter flera årsnederbörder som varit betydligt under genomsnittet, orsakade omfattande hungersnöd. Under 1960-talet ökade nederbörden i regionen vilket gjorde tidigare torra områden mer tillgängliga och stora grupper uppmanades av sina regeringar att bosätta sig längre norrut. En ny period av torka 1968–1974 gjorde dock snart betet ohållbart och stora områden ödelades. Svält liknande den 1914 följde, den här gången något avhjälpt av internationella räddningsinsatser.

## Geografi
Sahel sträcker sig 5 400 km från Atlanten i väst till Röda havet i öst, i ett bälte som varierar från flera hundra till tusen kilometer i bredd och som täcker en yta på 3 053 200 km². Det är en ekologisk övergångsregion av halvtäta gräsmarker, savanner, stäpper och törnbuskmarker som ligger mellan den skogbevuxna sudanesiska savannen i söder och Sahara i norr.
Sahels topografi är huvudsakligen platt. Det mesta av regionen ligger mellan 200 och 400 meter över havet. Flera isolerade platåer och bergskedjor reser sig från Sahel, men betecknas som separata ekoregioner, eftersom deras flora och fauna skiljer sig från de omgivande lågländerna. Den årliga nederbörden varierar från omkring 100-200 mm i norra Sahel till ca 600 mm i söder.

## Kultur
Traditionellt har de flesta i Sahel varit semi-nomader, ägnat sig åt jordbruk och uppfödning av boskap i ett transhumanssystem, som förmodligen är det mest hållbara sättet att utnyttja Sahel på. Skillnaden mellan den torra norra delen med högre nivåer av jordnäringsämnen och den fuktigare södra delen med mer vegetation utnyttjas genom att besättningen får bete på högkvalitativt foder i norr under den våta säsongen och sedan drar flera hundra kilometer söderut för att  under torrperioden beta en rikligare, men mindre näringsrik jord.
I västra Sahel är det vanligt med polygami och barnäktenskap vanliga. Kvinnlig könsstympning utövas också över hela Sahel.